# The Tears
 Der er for få eller ingen kildehenvisninger i denne artikel, hvilket er et problem. Du kan hjælpe ved at angive troværdige kilder til de påstande, som fremføres i artiklen.

The Tears er en engelsk britpop-gruppe, dannet i 2004 af Brett Anderson og Bernard Butler. De to havde spillet sammen i bandet Suede fra 1990 til 1994, hvorefter Bernard Butler forlod bandet for at spille sammen med David McAlmont. I 2003 annoncerede Brett Anderson og resten af Suede at bandet ville tage en længere varende pause. Rygterne begyndte hurtigt at svirre, at Brett og Bernard ville begynde at arbejde sammen. Endelig i 2005 debuterede de med deres nye band The Tears. 

## Medlemmer
- Brett Anderson (Vokal)
- Bernard Butler (Guitar)
- Nathan Fisher (Bas)
- Mako Sakamoto (Trommer)
- Will Foster (Keyboard)

## Discografi
- Here Come the Tears (2005)